# جون باريت (لاعب كريكت)
جون باريت (12 نوفمبر 1946 بنورتش في المملكة المتحدة - ) (بالإنجليزية: John Barrett)‏ هو لاعب كريكت بريطاني. لعب مع Norfolk County Cricket Club ‏.

## وصلات خارجية
- جون باريت على موقع إي آس بي آن كريك إنفو (الإنجليزية)